# 님루드
님루드(시리아어: ܢܢܡܪܕ, 아랍어: النمرود)는 현 이라크 티그리스 강변 니네베의 남쪽 약 35km에 위치하는 고대 제국 아시리아의 도읍지 가운데 하나이다. 본래 아시리아어 명칭은 칼후(Kalḫu), 성경에서는 칼라로 불렸다. 현재 이라크의 모술에서 남쪽으로 약 30킬로미터, 셀라미야 마을에서 남쪽으로 약 5킬로미터 떨어진 니네베 평원, 상메소포타미아 지역에 위치한다. 기원전 약 1350년부터 기원전 610년 사이에 특히 번성하여 아시리아의 주요 대도시 중 하나였다. 10km 아래에 티그리스강과 대자브강이 접하는 여울목을 끼고 있다. 유적의 면적은 약 360ha이다.
님루드라는 이름은 18세기 중엽, 카르스텐 니부어가 현지 명칭으로 기록한 것이다. 19세기 중엽, 성서고고학자들은 창세기 10장에서 언급된 니므롯의 여정을 바탕으로, 이 도시가 아시리아어 칼후(성경의 칼라)로 불렸다고 보았다.
고고학적 발굴은 1845년에 시작되어 1879년까지 간헐적으로 진행되었고, 이후 1949년부터 다시 본격화되었다. 이 과정에서 수많은 중요한 유물들이 발견되었으며, 대부분은 이라크 내외의 박물관으로 옮겨졌다. 2013년에는 영국 예술인문학연구위원회의 지원으로 엘리너 롭슨이 주도하는 ‘님루드 프로젝트’가 시작되었다. 이 프로젝트는 고대 및 근현대의 도시 역사를 정리하고, 님루드에서 출토된 유물들이 어떻게 세계로 흩어졌는지를 조사·기록하는 것이 목적이었다. 당시 조사에 따르면 님루드 유물은 전 세계 최소 76개 박물관에 분포되어 있으며, 그 중 36개는 미국에, 13개는 영국에 있었다.
2015년, 테러 조직 이라크 이슬람 국가는 이 도시가 ‘비이슬람적인’ 아시리아 유산이라는 이유로 유적을 파괴하겠다고 선언했다. 그해 3월, 이라크 정부는 IS가 불도저를 이용해 발굴된 유적을 실제로 파괴했다고 보고하였다. 이후 IS가 유적 파괴 작업을 진행하는 장면을 담은 여러 영상이 공개되었다. 2016년 11월, 이라크 정부군이 해당 지역을 탈환하였고, 뒤이어 방문한 이들이 확인한 바에 따르면 발굴된 유적의 약 90%가 완전히 파괴된 상태였다.

## 유적
님루드 유적지는 현대 문헌에서 처음으로 이 이름으로 언급된 것은 1776년, 덴마크 출신의 카르스텐 니부어가 모술에 체류하던 시기의 일이었다. 그는 이 유적지의 이름을 ‘니므롯’(Nimrod)에서 따왔다고 기록했는데, 님로드는 창세기 10장 11-12절에 등장하는 전설적 인물로, 도시의 창건자이자 사냥꾼으로 묘사되며, 유대교와 이슬람 전통에서는 아브라함과 관련된 인물로도 전해진다. 도시 창건자라는 그의 특성 때문에, 이라크 주민들은 여러 고대 유적지를 그의 이름으로 부르곤 했으며, 그가 직접 이 도시들을 세운 것으로 여겼다. (이는 고대 도시 보르시파 유적이 있는 남부의 ‘비르스 님루드(Birs Nimroud)’에서도 동일하게 나타난다.)
이 유적지는 1840년대부터 탐사가 시작되었는데, 이는 아시리아의 고대 수도들이 다시금 세상에 알려지기 시작한 시기와 맞물린다. 당시에는 주로 영국과 프랑스의 외교관들이 고고학자 역할을 자처하며 발굴 작업을 수행하였고, 이들의 방법은 아직 체계적이지 않았으며, 예술품을 자국으로 반출하는 데 초점이 맞추어져 있었다.

### 영국의 발굴
님루드 유적은 1844년 영국인 G. P. 배저(G. P. Badger)의 주목을 처음으로 받았다. 이듬해, 동료인 오스틴 헨리 레이어드(Austen Henry Layard)가 본격적인 발굴을 시작했으며, 당시 그는 자신이 발견한 유적이 니느웨라고 믿고 있었다. 레이어드는 이라크 출신의 기독교인 호르무즈드 라삼(Hormuzd Rassam)의 보조를 받아 발굴을 지휘했고, 자금은 처음에는 오스만 제국 주재 영국 대사 스트랫퍼드 캐닝(Stratford Canning)으로부터, 이후에는 대영박물관 이사회로부터 지원을 받았다. 그는 1845년부터 1847년, 그리고 1849년부터 1851년까지 두 차례에 걸쳐 발굴 작업을 진행하였다. 레이어드의 발굴은 프랑스 영사들이 코르사바드에서 이룬 발견들과 더불어 메소포타미아 고고학의 발전에 중대한 전환점을 마련하였다. 그는 북서궁을 포함해 닌우르타와 이슈타르의 신전, 지구라트, 중앙궁, 남동궁, 남서궁, 그리고 샬마네세르 요새까지 다양한 구조물을 발굴해냈다. 특히 주요 궁전의 부조들과 건물의 문을 지키는 거대한 수호신상, 그리고샬마네세르 3세의 흑색 오벨리스크도 발굴했다.
이 유물들 중 상당수는 대영박물관이 수집하여 전시하였지만, 일부는 다양한 기관 및 개인에게 판매되면서 오늘날 전 세계에 흩어지게 되었다. 레이어드가 떠난 뒤에도 대영박물관은 발굴 자금을 계속 지원하였다. 1852년에는 헨리 롤린슨(Henry Rawlinson)이 인도 해군 소속 펠릭스 존스(Felix Jones) 선장의 도움을 받아 발굴을 이어갔다. 존스는 현장의 도면을 작성하였다. 이어 라삼이 1852년부터 1854년까지, 그리고 윌리엄 K. 로프터스(William K. Loftus)와 윌리엄 부처(William Boutcher)가 1854년부터 1855년까지 발굴을 주도하며 중앙궁, 남동궁, 북서궁, 그리고 나부 신전을 추가로 발굴하였다. 이 시점에서 롤린슨은 유적의 비문을 통해, 레이어드가 믿었던 것과 달리 이곳이 니느웨가 아니라, 성경에서 '칼라'로 언급된 또 다른 아시리아 수도 '칼후'임을 확인하였다.
이후 다른 나라의 인물들도 부조를 수집하려는 목적으로 유적지를 방문하였다. 1862년에는 프랑스인 파시피크-앙리 들라포르트(Pacifique-Henri Delaporte), 1864년에는 스위스인 율리우스 베버(Julius Weber)가 유적지를 답사하였다. 1873년에는 영국인 조지 스미스(George Smith)가 짧은 기간 동안 발굴을 재개하였고, 1878년부터 1879년에는 호르무즈드 라삼이 다시 발굴을 주도하였다. 그는 이 시기에 남동궁, 중앙궁, 나부 신전, 그리고 키드무루 신전을 발굴하였다.

### 전후 발굴과 복원 작업

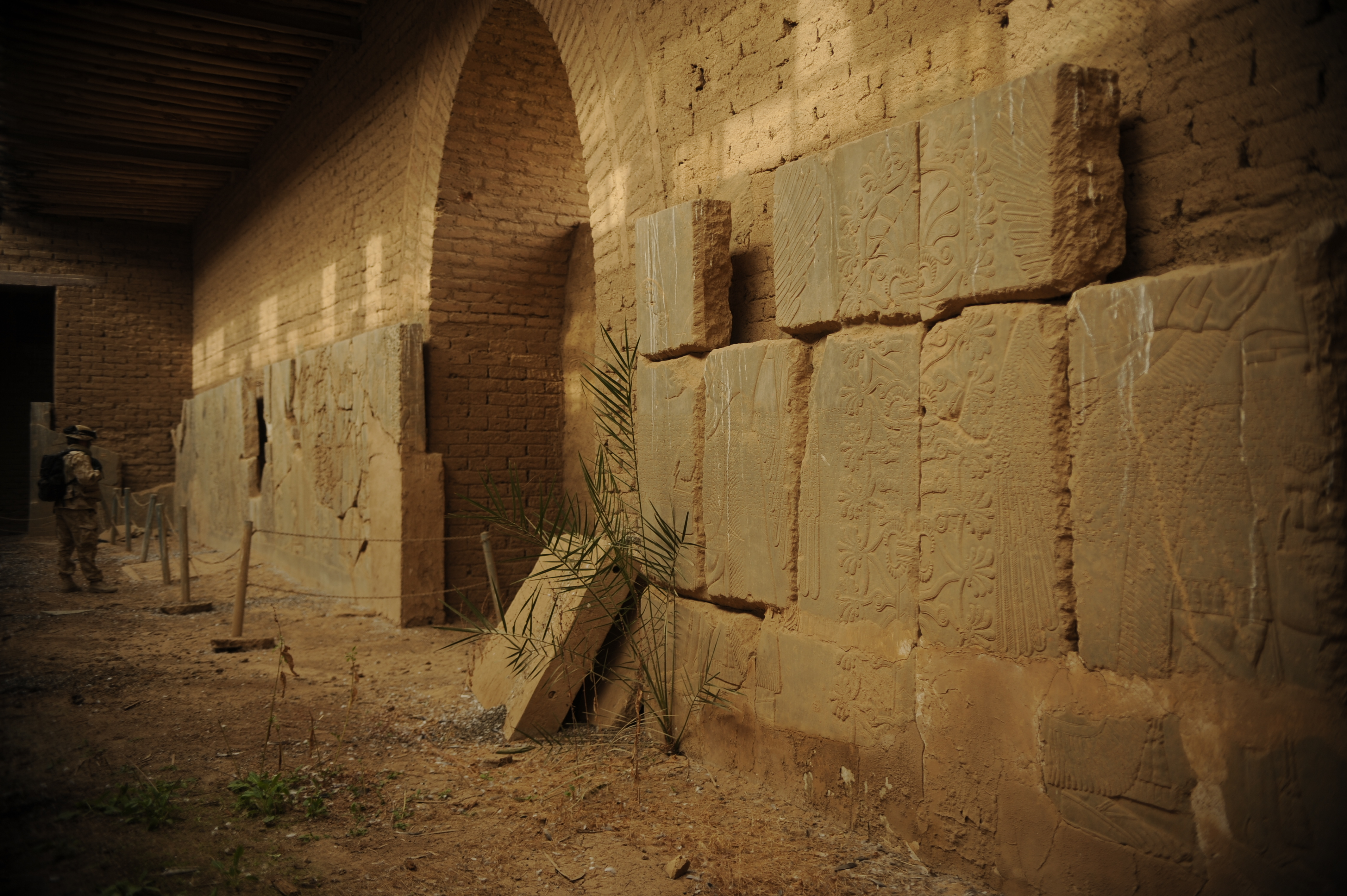
2008년에 촬영된 사진은 이라크 고고학 당국이 복원한 님루드 북서궁 내부의 모습을 보여준다. 복원 작업은 발굴된 부조와 석재 장식들을 원래의 위치에 재배치하고, 일부 벽면과 천장을 보강함으로써 고대 아시리아 궁전의 장엄한 분위기를 되살리는 데 초점을 두었다. 이 공간은 특히 아시리아 왕들의 권위와 미술적 전통을 상징하는 중요한 장소로 간주되었으며, 고고학적 가치뿐 아니라 교육적·관광적 활용 가능성도 고려되어 정비되었다.

님루드 유적에 대한 발굴은 제2차 세계대전 이후인 1949년에 재개되었으며, 이는 당시 ‘이라크 고고학 영국학교’(BSAI)의 주도로 이루어졌다. 맥스 말로완(Max Mallowan)이 1957년까지 총 13차례의 발굴을 지휘했으며, 이 과정에서 그의 아내인 추리소설가 아가사 크리스티도 동행하여 발굴 경험을 자서전에 남기기도 했다. 말로완의 뒤를 이어 발굴에 참여했던 데이비드 오츠(David Oates)가 지휘를 이어받았고, 마지막으로 1963년에는 제프리 오처드(Jeffrey Orchard)가 현장 책임을 맡았다. 이 시기의 발굴은 특히 북서궁의 사적인 공간을 발굴하는 데 주력하였고, 이곳에서 다수의 상아 유물이 출토되었다. 또한 니누르타와 나부의 신전, 불탄 궁전, 총독의 궁전, 남동궁, ‘1950년 건물’, 성벽 부근의 주거지들, 그리고 샬마네세르 요새 등 아크로폴리스 전역에 걸쳐 발굴이 진행되었다. 이와 함께 BSAI/BISI는 님루드에서 발견된 쐐기문자 점토판들을 『님루드 쐐기문자 문헌(Cuneiform Texts from Nimrud, CTN)』 시리즈로 간행하기 시작하였다.
동시에, 이라크 고고국은 베흐남 아부 알수프의 지휘 아래 1956년부터 1959년까지 북서궁을 발굴하며 복원 사업을 병행하였다. 이 사업은 궁전의 보존과 향후 관광 개방을 목표로 하였고, 왕좌의 방에서부터 복원이 시작되었다. 이후 1969년부터는 이라크 고고국의 복원 작업이 본격화되었으며, 주요 활동은 북서궁에 집중되었다. 이때 출토된 일부 유물은 1974년에 개관한 모술 박물관으로 옮겨졌다. 특히 1975년에는 북서궁 남부의 한 방에서 새로운 상아 유물들이 발굴되어 주목을 받았다. 한편 1974년부터 1976년 사이에는 야누쉬 미에우신스키가 이끄는 폴란드 고고학 팀이 중심 건물과 중앙궁을 발굴하였다. 이후 1987년부터 1989년 사이에는 이탈리아 고고학자들이 유적에 참여하여 표면 탐사를 실시하고 샬마네세르 요새의 발굴을 계속했으며, 1989년에는 대영박물관의 팀도 같은 유적을 다시 조사하였다.
특히 1988년부터 1991년 사이에 북서궁 남부에서 아시리아 여왕들의 지하묘가 발굴되었다. 이 무덤들에서는 사치품들이 대거 출토되었다. 그러나 이 발굴 및 복원 작업은 1991년 걸프전쟁 발발로 인해 중단되었다가, 2001년부터 이슈타르 신전 구역을 중심으로 다시 일시적으로 재개되었다.

### 파괴
님루드 유적은 사담 후세인 정권이 붕괴된 직후인 2003년부터 훼손되기 시작하였다. 약탈자들은 부조를 뜯어내려 하거나 일부를 파괴했고, 님루드 출토 유물이 소장되어 있던 이라크 국립박물관과 모술 박물관도 약탈의 대상이 되었다. 다행히 아시리아 여왕들의 무덤에서 출토된 보물은 이라크 중앙은행에 보관되어 무사히 보호되었다. 이후 미국군이 철수할 때까지 해당 유적은 미군의 보호 아래 있었다.
2014년 이슬람 국가(IS)가 해당 지역을 장악하면서, 고대 유적들은 이들의 주요 파괴 대상이 되었다. 이들은 이러한 유적이 이슬람과 무관하고 다신교 종교와 관련된 우상 숭배의 잔재라고 판단하여, 체계적인 파괴 행위를 자행하였다. 2015년 3월 5일, IS는 님루드 유적의 파괴를 공식적으로 발표하였다. 파괴의 대상은 님루드에만 국한되지 않았고, 니느웨, 하트라, 코르사바드 등 다른 고대 유적들과 모술 박물관까지 포함되었다. IS는 선전용 영상에서 님루드 북서궁의 부조와 조각상들을 파괴하고 성벽 일부를 허무는 모습을 공개하였으며, 이후 불도저와 폭약을 이용해 더욱 광범위한 파괴를 가하였다. 왕좌의 방은 2015년 4월 7일에 폭파되었고, 지구라트는 2016년 8월 31일부터 10월 2일 사이에 완전히 철거되었다. 그 피해 규모는 아직 정확히 집계되지 않았으나, 회복 불가능할 정도로 광범위하다는 점은 분명하다. 이와 같은 유적의 조직적 파괴와 동시에, 해당 유물들의 불법 거래도 이루어졌으며, 이에 대해 유네스코는 강력히 규탄하였다. IS는 아슈르나시르팔 2세의 궁전을 장식하던 수호신상 라마수 여러 점을 포함해, 약 500점에 달하는 부조 및 석판들을 파괴하였다.
님루드는 2016년 11월 13일 모술 전투 중 이라크군에 의해 탈환되었다..

복구 작업은 2018년에 시작되었으나, 코로나19 범유행으로 중단되었다가 2023년에 다시 재개되었다. 고고학자들은 파편 수거, 분류, 식별 작업을 진행하고 있으며, 2025년 1월까지 이미 3만 5천 조각 이상의 유물이 수거되었다.

## 지도
| 모술바그다드테헤란유프라테스강티그리스강니푸르기르수라가시마라드우루크우바이드우르에리두키시수사안샨마리아카드이신라르사바빌론아수르니네베님루드두르샤루킨class=notpageimage\| 메소포타미아의 고대 도시들 : 수메르의 도시 : 엘람의 도시 : 아카드 제국의 도시 : 아모리인의 도시 : 바빌로니아의 도시 : 아시리아의 도시 : 현대의 이라크 · 이란의 도시 |

## 같이 보기
- 하트라
- 성상 파괴 운동

### 내용주
1. ↑  니부어는 그의 저서 355쪽에서 다음과 같이 썼다. 독일어 원문은 다음과 같다:

"Bei Nimrud, einem verfallenen Castell etwa 8 Stunden von Mosul, findet man ein merkwürdigeres Werk. Hier ist von beiden Ufern ein Damm in den Tiger gebaut, um so viel Wasser zurück zu halten, als nöthig ist, die benachbarten Ländereien zu wässern."

이는 다음과 같이 번역된다:

“님루드에서는 모술에서 약 8시간 떨어진 곳에 위치한 폐허가 된 성채에서 더욱 인상적인 구조물을 발견할 수 있다. 이곳에는 티그리스강의 양쪽 둑에서 댐이 건설되어 인근 토지를 관개하는 데 필요한 만큼의 물을 가둬둘 수 있도록 되어 있다.”
2. ↑  윌리엄 프랜시스 에인즈워스(William Francis Ainsworth)는 님루드를 성경의 '레센'으로 보았다. 이는 보샤르트(Bochart)가 레센을 크세노폰의 기록에 나오는 라리사로 동일시한 것에 근거한 판단이었다. 1855년, 에인즈워스는 이 논쟁을 다음과 같이 요약하였다:“박식한 보샤르트는 이 아시리아 도시가 성경에 나오는 원시 도시 레센과 동일하다는 가설을 처음으로 제시했다. 그에 따르면, 그리스인들이 이 도시의 이름을 물었을 때, 현지인은 정관사 ‘알(al)’을 붙여 ‘알 레센(Al Resen)’이라고 대답했고, 그리스인들은 이를 단순히 순서를 바꾸어 ‘라리사(Larissa)’라고 부르게 되었다. 나는 이 동일성을 매우 그럴듯한 것으로 보아 받아들였으며, 체스니 대령도(Chesney, 제2권 223쪽) 이와 동일한 견해를 채택하였다. 물론 이는 입증된 사실은 아니며, 가능한 동일성에 기반한 판단이었다.”에인즈워스는 이어서 1846년에 롤린슨(Rawlinson) 대령이 님루드를 성경 속의 ‘르호봇’으로 보았다는 점을 언급했다. 롤린슨은 다음과 같이 주석을 남겼다:“‘르호봇’으로 동일시할 근거는 고대 도시라는 점 외에는 없으며, ‘레센’과 ‘칼라’는 각각 다른 유적지에 해당한다고 본다.”

(Journal of the Royal Asiatic Society, 제10권, 26쪽)당시 롤린슨은 칼라를 홀완(Holwan) 혹은 시르 풀리 조하브(Sir Pul-i-Zohab)로, 레센 혹은 다센(Dasen)을 쿠르디스탄의 샤리즈르(Sharizur) 평야에 위치한 야신 테페(Yasin Teppeh)로 식별하고 있었다.

1849년, 롤린슨은 다시 이렇게 말했다:“아랍 지리학자들은 자브 상류의 하구 인근에 있는 대규모 폐허 도시를 늘 ‘아투르(Athur)’라고 불렀다. 이 유적은 오늘날 보통 ‘님루드’로 알려져 있다. 이 도시가 창세기의 ‘칼라’에 해당할 가능성은 매우 높아 보인다. 사마리아 오경에서는 이 도시를 ‘라히사(Lachisa)’라 부르는데, 이는 분명 크세노폰이 언급한 ‘라리사(Λάρισσα)’와 동일한 명칭이다. 이는 페르시아어의 ‘r’음이 메디아어나 바빌로니아어에서 흔히 후음으로 대체되기 때문이다.”

(Journal of the Royal Asiatic Society, 제11권, 10쪽)그리고 1850년, 그는 쐐기문자 비문 중에서 ‘레베크(Levekh)’라는 명칭을 발견했다고 전하며 이를 ‘할루크(Halukh)’로 해석하였다. 롤린슨은 다음과 같이 말한다:“님루드는 지금까지 발견된 아시리아 조각들 중 가장 주목할 만한 예들을 제공한 보물창고와도 같은 장소이다. 이는 아마도 예언자 요나의 시대에 ‘니느웨’라 불리던 일군의 도시 중 하나였을 것이다. 그러나 나는 이 도시가 ‘니느웨’라는 특정한 명칭의 직접적 대상이 아니라고 생각한다. 벽돌과 석판에 기록된 명칭은 나는 불확실하게나마 ‘레베크(Levekh)’로 읽으며, 이는 창세기에 나오는 ‘칼라(Calah)’, 열왕기와 역대기에 나오는 ‘할라(Halah)’와 동일한 어형의 기원이라 의심된다. 이 도시가 ‘칼라케네(Calachene)’ 지방의 수도였다는 점을 고려할 때, 이 도시가 바로 그 일대에 존재했을 가능성이 크다.”

(Journal of the Royal Asiatic Society, 제12권)마지막으로 1853년, 롤린슨은 킬라 쉬르갓(Kilah Shirgat)에서 발견된 주목할 만한 원통 인장을 소개하면서, 이 유적지가 아시리아 제국의 가장 오래된 수도였음을 입증한다고 밝혔다. 이곳은 ‘아슈르’라 불렸고, ‘님루드’ 및 참 ‘니느웨’와 동일시되었다. 그는 이 ‘아슈르’를 타르굼의 ‘텔 아슈르’로 식별하며, 이를 모세오경의 ‘레센’으로 해석하였다. 따라서 성경에서 말한 것처럼 '레센이 니느웨와 칼라 사이에 있는 것'이 아니라, 오히려 '칼라가 니느웨와 레센 사이에 있었던 것'이라 주장하였다.

그러나 에인즈워스는 이처럼 권위 있는 다양한 주장들이 있음에도 불구하고, 최종적인 결론은 여전히 완전히 납득할 만한 수준에는 이르지 못했다고 덧붙였다.

### 참조주
1. ↑  Brill's Encyclopedia of Islam 1913-36, p.923
2. ↑  Mieroop, Marc van de (1997). 《The Ancient Mesopotamian City》. Oxford: Oxford University Press. 95쪽. ISBN 9780191588457.
3. ↑  Brill's Encyclopedia of Islam 1913-36, p.923, "Nimrud": "At the present day the site is known only as Nimrud, which so far as I know first appears in Niebuhr (1778, p. 355, 368). When this, now the usual, name arose is unknown; I consider it to be of modern origin ... names like Nimrod, Tell Nimrod, etc. are not found in the geographical nomenclature of Mesopotamia and the Iraq in the Middle Ages, while they are several times met with at the present day."
4. ↑  The Nimrud Project at Oracc.org
5. ↑  The Nimrud Project at Oracc.org: Museums worldwide holding material from Nimrud; "Material from Nimrud has been dispersed into museum collections across the world. This page currently lists 76 museums holding Nimrud objects, with links to online information where available. The Nimrud Project welcomes additions and amendments to the list".
6. ↑  “Isis destroyed a 3,000-year-old city in minutes”. 《The Independent》 (영국 영어). 2017년 1월 6일. 2022년 6월 21일에 원본 문서에서 보존된 문서. 2017년 4월 13일에 확인함.
7. ↑  M. E. J. Richardson, « Nimrūd », dans Encyclopédie de l'Islam VIII, Louvain, 1993, p. 50.
8. ↑  (영어) C. Uehlinger, « Nimrod », dans K. van der Toorn, B. Becking et P. W. van der Horst (dir), Dictionary of Deities and Demons in the Bible, Leyde, Boston et Cologne, 1999, p. 627-630.
9. ↑  On trouvera un récit de ces fouilles par leur auteur dans A. H. Layard (trad. Ph. Babo), Les Ruines de Ninive, Paris, 1999.
10. 1 2 3  Curtis 1997, 141-142쪽 ; (영어) J. Reade, « Nineteenth-Century Nimrud: Motivation, Orientation, Conservation », dans Curtis & al. (dir.) 2008, 1-21쪽.
11. ↑  (영어) H. McCall, « Max Mallowan at Nimrud », dans Curtis & al. (dir.) 2008, 65-72쪽.
12. ↑  (영어) C. Trümpler, « Agatha Christie and Archaeology », dans Curtis & al. (dir.) 2008, 73-80쪽.
13. ↑  Curtis 1997, 142쪽 ; (영어) D. Oates, « The Excavations of the British School of Archaeology in Iraq », dans Curtis & al. (dir.) 2008, 31-38쪽.
14. ↑  Ouvrages disponibles sur “Cuneiform Texts from Nimrud” (영어). 2 5월 2015에 확인함. .
15. ↑  (영어) M. Jabr, « The Work of the Iraq Department of Antiquities at Nimrud », dans Curtis & al. (dir.) 2008, 47쪽 ; (영어) R. al-Qaissi, « Restoration Work at Nimrud », dans Curtis & al. (dir.) 2008, 49-52쪽.
16. ↑  Curtis 1997, 142-143쪽.
17. ↑  (영어) M. Mahmud Hussein, « Recent Excavations in Nimrud », dans Curtis & al. (dir.) 2008, 83-98쪽.
18. ↑  Roger Artwood (4 6월 2004). “In the North of Iraq: Mosul's Museum, Hatra, and Nimrud”. 《Archaeology Online Features》 (영어). 2 5월 2015에 확인함. .
19. ↑  Curtis & al. (dir.) 2008, xvi-xvii쪽 ; “Ancient Assyrian Treasures Found Intact in Baghdad”. 《National Geographic》. 6 3월 2015에 확인함. .
20. ↑  Kristin Romey (14 4월 2015). “Why ISIS Hates Archaeology and Blew Up Ancient Iraqi Palace”. 《National Geographic》 (영어). 2 5월 2015에 확인함. .
21. ↑  “L’État islamique détruit au bulldozer les ruines de Nimroud”. 《Libération.fr》. 5 3월 2015. 5 3월 2015에 확인함.  ; “L'État islamique détruit au bulldozer les vestiges d'une cité assyrienne en Irak”. 《Le Figaro.fr》. 6 3월 2015. 8 5월 2015에 확인함.  ; F. Évin (20 4월 2015). “L’État islamique met en scène la destruction de Nimroud”. 《Le Monde.fr》. 8 5월 2015에 확인함. . Voir aussi D. Fuganti, « Tout va disparaître. Dernières nouvelles d'Irak », dans Archéologia No. 531, avril 2015, p. 22-29.
22. 1 2  Louis Imbert, Irak : dans Nimroud libérée, un patrimoine en ruine, Le Monde, 30 novembre 2016.
23. ↑  “La cité antique détruite par l'EI en Irak, un « crime de guerre » selon l'Unesco”. 《Le Monde.fr》. 6 3월 2015. 8 5월 2015에 확인함. .
24. 1 2  En Irak, le site mésopotamien de Nimrod au défi de la reconstruction après le passage des jihadistes, lefigaro.fr, 11 janvier 2025
25. ↑  Irak : vers une reprise de la cité antique de Nimrod ?, Le Point avec AFP, 11 novembre 2016.
26. ↑  Irak: le site antique de Nimrod repris à l'EI, AFP, 13 novembre 2016.
27. ↑  Hala Kodmani, En Irak, des drones veillent sur le site antique de Nimrod repris à l'EI, Libération, 15 novembre 2016.
28. ↑   위 지도에는 우바이드(30°58′N 46°05′E)와 우르(30°57′N 46°06′E)가
 같은 위치에 표시되어 있다

## 참고 문헌
William Francis Ainsworth (1844년 01월). 《Travels in the Track of the Ten Thousand Greeks: Being a Geographical and Descriptive Account of the Expedition of Cyrus and of the Retreat of the Ten Thousand Greeks, as Related by Xenophon》. 